# Serie B 2004-2005 (calcio femminile)
L'edizione 2004-2005 è stata la trentaseiesima edizione del campionato di Serie B femminile italiana di calcio.

## Stagione

### Novità
Il Girls Roseto e la Roma sono state ammesse in Serie A2 a completamento organico.
Variazioni prima dell'inizio del campionato:
cambi di denominazione:
- da "A.C.F. Real Costabissara" ad "A.C.D. Real Ronzani",
- da "A.S. Sporting Monterosello" ad ""A.S.D. C.F. Alghero",
- da "A.S. Castelvecchio" ad "A.S.D. Castelvecchio",
- da "A.C.F. Atletico Lecce" ad "A.S.D. A.C.F. Atletico Lecce",
- da "A.C.F. Brutti San Severino" ad "A.S.D. C.F. Multimarche Sanseverino",
- da "A.S.C. Athena Recale" ad "A.S.C.D. Athena Recale";

fusioni:
- "S.S.C. Venus" e "A.S. Napoli C.F." fusesi in "S.S.C. Venus Napoli";

nuova affiliazione:
- "A.C.F. Quart Le Violette" da scissione dalla "U.S. Quart",
- "C.F. Villaputzu" da scissione dalla "A.S. 86 Villaputzu";

rinunce:
- C.F. Sarzana 2000,
- Olimpia Vignola Calcio.

### Formula
Vi hanno partecipato 57 squadre divise in cinque gironi. Il regolamento prevede che la vincitrice di ogni girone venga promossa in Serie A2, mentre le ultime due classificate dei gironi a 12 squadre più una sola per i gironi D-E vengono relegate ai rispettivi campionati regionali di Serie C.

## Girone A

### Squadre partecipanti
| Club                             | Città            | Stagione 2003-2004                         |
| -------------------------------- | ---------------- | ------------------------------------------ |
| A.C.F. Biellese                  | Biella           | 8º posto in Serie B/A                      |
| A.C.S. Football Cagliari         | Cagliari         | 5º posto in Serie B/C                      |
| Femminile Carrara                | Carrara          | 10º posto in Serie B/A                     |
| F.C. Femminile Juventus 1978     | Torino           | 1º posto in Serie C Piemonte-Valle d'Aosta |
| U.R.S. La Chivasso               | Chivasso         | 4º posto in Serie B/A                      |
| A.C.F. Levante Chiavari 1989     | Chiavari         | 2º posto in Serie B/A                      |
| S.C. Molassana Boero             | Genova Molassana | 2º posto in Serie B/A                      |
| A.C.F. Quart Le Violette         | Quart            | 7º posto in Serie B/A                      |
| A.C. Romagnano                   | Romagnano Sesia  | 6º posto in Serie B/A                      |
| U.S. Sampierdarenese Serra Riccò | Serra Riccò      | 3º posto in Serie B/A                      |
| G.S.F. Spezia                    | La Spezia        | in Serie C Liguria                         |
| C.F. Villaputzu                  | Villaputzu       | 6º posto in Serie B/B                      |

### Classifica finale
|  | Pos. | Squadra                     | Pt | G  | V  | N | P  | GF | GS | DR  |
|  | ---- | --------------------------- | -- | -- | -- | - | -- | -- | -- | --- |
|  | 1.   | Sampierdarenese Serra Riccò | 53 | 22 | 17 | 2 | 3  | 54 | 11 | +43 |
|  | 2.   | Villaputzu                  | 46 | 22 | 14 | 4 | 4  | 49 | 25 | +24 |
|  | 3.   | Spezia                      | 43 | 22 | 13 | 4 | 5  | 40 | 21 | +19 |
|  | 4.   | Juventus Torino             | 38 | 22 | 10 | 8 | 4  | 39 | 24 | +15 |
|  | 5.   | Romagnano                   | 35 | 22 | 10 | 5 | 7  | 35 | 29 | +6  |
|  | 6.   | Levante Chiavari 1989       | 32 | 22 | 9  | 5 | 8  | 33 | 26 | +7  |
|  | 7.   | Quart Le Violette           | 31 | 22 | 8  | 7 | 7  | 43 | 30 | +13 |
|  | 8.   | La Chivasso                 | 26 | 22 | 7  | 5 | 10 | 40 | 41 | -1  |
|  | 9.   | Femminile Carrara           | 21 | 22 | 5  | 6 | 11 | 22 | 36 | -14 |
|  | 10.  | Football Cagliari           | 18 | 22 | 4  | 6 | 12 | 35 | 59 | -24 |
|  | 11.  | Molassana Boero             | 14 | 22 | 4  | 2 | 16 | 29 | 72 | -43 |
|  | 12.  | Biellese                    | 12 | 22 | 4  | 0 | 18 | 19 | 64 | -45 |

Legenda:
      Promossa in Serie A2
      Retrocessa in Serie C
Note:
Tre punti a vittoria, uno a pareggio, zero a sconfitta.
Il Villaputzu è stato successivamente ripescato in Serie A2.

## Girone B

### Squadre partecipanti
| Club                     | Città                | Stagione 2003-2004               |
| ------------------------ | -------------------- | -------------------------------- |
| A.S.D. C.F. Alghero      | Alghero              | in Serie C Sardegna              |
| G.S. Barcon              | Barcon di Vedelago   | in Serie C Veneto                |
| Calcio Chiasiellis       | Chiasiellis          | 8º posto in Serie B/B            |
| U.S. Clarentia           | Trento               | in Serie C Trentino/Alto Adige   |
| Pol. Fortitudo Mozzecane | Mozzecane            | 11º posto in Serie A2/A          |
| Gordige Calcio Ragazze   | Cavarzere            | 4º posto in Serie B/B            |
| A.C.F. Laghi             | Cittadella           | 2º posto in Serie B/B            |
| A.C.F. Libertas Pasiano  | Pasiano di Pordenone | 3º posto in Serie B/B            |
| A.C.D. Real Ronzani      | Vicenza              | 4º posto in Serie B/B            |
| Pol. San Marco           | Duino-Aurisina       | in Serie C Friuli-Venezia Giulia |
| F.C. Villacidro          | Villacidro           | 8º posto in Serie B/B            |
| U.S.C.F. Vittorio Veneto | Vittorio Veneto      | 8º posto in Serie B/B            |

### Classifica finale
|  | Pos. | Squadra             | Pt | G  | V  | N | P  | GF | GS | DR  |
|  | ---- | ------------------- | -- | -- | -- | - | -- | -- | -- | --- |
|  | 1.   | Chiasiellis         | 50 | 22 | 15 | 5 | 2  | 51 | 13 | +38 |
|  | 2.   | Pol. San Marco      | 48 | 22 | 14 | 6 | 2  | 53 | 21 | +32 |
|  | 3.   | Barcon              | 38 | 22 | 11 | 5 | 6  | 39 | 23 | +16 |
|  | 4.   | Villacidro          | 37 | 22 | 10 | 7 | 5  | 39 | 28 | +11 |
|  | 5.   | Gordige             | 33 | 22 | 8  | 9 | 5  | 36 | 32 | +4  |
|  | 6.   | Real Ronzani        | 29 | 22 | 7  | 8 | 7  | 29 | 33 | -4  |
|  | 7.   | Libertas Pasiano    | 29 | 22 | 8  | 5 | 9  | 30 | 36 | -6  |
|  | 8.   | Fortitudo Mozzecane | 24 | 22 | 6  | 6 | 10 | 30 | 45 | -15 |
|  | 9.   | Laghi               | 22 | 22 | 6  | 4 | 12 | 23 | 34 | -11 |
|  | 10.  | Alghero             | 20 | 22 | 5  | 5 | 12 | 21 | 53 | -32 |
|  | 11.  | Clarentia           | 19 | 22 | 5  | 4 | 13 | 24 | 40 | -16 |
|  | 12.  | Vittorio Veneto     | 12 | 22 | 2  | 6 | 14 | 23 | 40 | -17 |

Legenda:
      Promossa in Serie A2
      Retrocessa in Serie C
Note:
Tre punti a vittoria, uno a pareggio, zero a sconfitta.

## Girone C

### Squadre partecipanti
| Club                          | Città                     | Stagione 2003-2004                 |
| ----------------------------- | ------------------------- | ---------------------------------- |
| Atletico Pisa 2003            | Pisa                      | in Serie C Toscana                 |
| A.C.F. Aurora Bergamo         | Pantigliate               | 4º posto in Serie B/A              |
| Bologna C.F.                  | Bologna                   | 1º posto in Serie C Emilia-Romagna |
| G.S. C.F. Caprera             | La Maddalena              | 12º posto in Serie B/A             |
| A.C.F. Dinamo Ravenna         | Ravenna                   | 3º posto in Serie B/C              |
| A.C.F. Livorno                | Livorno                   | in Serie C Toscana                 |
| Nuova A.C.F. Lugo             | Lugo                      | 7º posto in Serie B/B              |
| A.C.F. Pro Bergamo Femminile  | Capriolo                  | 2º posto in Serie C Lombardia      |
| A.C. Riozzese                 | Riozzo di Cerro al Lambro | 1º posto in Serie C Lombardia      |
| A.S. Sulcis                   | Sant'Anna Arresi          | 9º posto in Serie B/C              |
| A.S. Valdarno C.F.            | Castelfranco di Sotto     | 12º posto in Serie A2/A            |
| A.C.D.F. Virtus Torre Pedrera | Rimini                    | 8º posto in Serie B/C              |

### Classifica finale
|  | Pos. | Squadra              | Pt | G  | V  | N | P  | GF | GS  | DR   |
|  | ---- | -------------------- | -- | -- | -- | - | -- | -- | --- | ---- |
|  | 1.   | Riozzese             | 58 | 22 | 18 | 4 | 0  | 77 | 15  | +62  |
|  | 2.   | Atletico Pisa 2003   | 46 | 22 | 13 | 7 | 2  | 60 | 23  | +37  |
|  | 3.   | Pro Bergamo          | 44 | 22 | 14 | 2 | 6  | 61 | 26  | +35  |
|  | 4.   | Livorno              | 43 | 22 | 13 | 4 | 5  | 53 | 25  | +28  |
|  | 5.   | Dinamo Ravenna       | 38 | 22 | 11 | 5 | 6  | 37 | 34  | +3   |
|  | 6.   | Aurora Bergamo       | 36 | 22 | 10 | 6 | 6  | 53 | 32  | +21  |
|  | 7.   | Nuova Lugo           | 28 | 22 | 7  | 7 | 8  | 38 | 43  | -5   |
|  | 8.   | Caprera              | 23 | 22 | 6  | 5 | 11 | 47 | 60  | -13  |
|  | 9.   | Valdarno             | 20 | 22 | 5  | 5 | 14 | 37 | 55  | -18  |
|  | 10.  | Virtus Torre Pedrera | 17 | 22 | 4  | 5 | 13 | 17 | 39  | -22  |
|  | 11.  | Bologna CF           | 12 | 22 | 1  | 9 | 12 | 19 | 47  | -28  |
|  | 12.  | Sulcis               | 1  | 22 | 0  | 1 | 21 | 11 | 111 | -100 |

Legenda:
      Promossa in Serie A2
      Retrocessa in Serie C
Note:
Tre punti a vittoria, uno a pareggio, zero a sconfitta.

## Girone D

### Squadre partecipanti
| Club                                | Città                  | Stagione 2003-2004        |
| ----------------------------------- | ---------------------- | ------------------------- |
| A.S.D. A.C.F. Atletico Lecce        | Cavallino              | 9º posto in Serie B/D     |
| A.C. Femminile Barletta             | Barletta               | 6º posto in Serie B/D     |
| A.C.D. Femminile Campobasso         | Campobasso             | 12º posto in Serie B/D    |
| A.S.D. Castelvecchio                | Savignano sul Rubicone | in Serie C Emilia-Romagna |
| A.S.D. C.F. Multimarche Sanseverino | San Severino Marche    | in Serie C Marche         |
| Nuova Bari C.F.                     | Bari                   | in Serie C Puglia         |
| A.C.F. Porto Sant'Elpidio           | Porto Sant'Elpidio     | 6º posto in Serie B/C     |
| A.S. Queen Pescara Femminile        | Pescara                | in Serie C Abruzzo        |
| Pol. Femminile Rimeco Italia        | Jesi                   | 7º posto in Serie B/C     |
| A.C. San Gregorio Femminile         | L'Aquila               | 9º posto in Serie B/C     |
| U.C.F. Sezze                        | Sezze                  | 4º posto in Serie B/D     |

### Classifica finale
|  | Pos. | Squadra                 | Pt | G  | V  | N  | P  | GF | GS | DR  |
|  | ---- | ----------------------- | -- | -- | -- | -- | -- | -- | -- | --- |
|  | 1.   | Sezze                   | 40 | 20 | 12 | 4  | 4  | 40 | 19 | +21 |
|  | 2.   | Rimeco Italia Jesi      | 35 | 20 | 9  | 8  | 3  | 36 | 16 | +20 |
|  | 3.   | San Gregorio            | 34 | 20 | 9  | 7  | 4  | 44 | 32 | +12 |
|  | 3.   | Nuova Bari              | 34 | 20 | 10 | 4  | 6  | 26 | 22 | +4  |
|  | 5.   | Queen Pescara           | 33 | 20 | 9  | 6  | 5  | 37 | 29 | +8  |
|  | 6.   | Barletta                | 32 | 20 | 9  | 5  | 6  | 37 | 30 | +7  |
|  | 7.   | Castelvecchio           | 26 | 20 | 6  | 8  | 6  | 33 | 39 | -6  |
|  | 8.   | Atletico Lecce          | 25 | 20 | 8  | 1  | 11 | 37 | 47 | -10 |
|  | 9.   | Multimarche Sanseverino | 20 | 20 | 6  | 2  | 12 | 27 | 35 | -8  |
|  | 10.  | Campobasso              | 11 | 20 | 2  | 5  | 13 | 14 | 43 | -29 |
|  | 11.  | Porto Sant'Elpidio      | 10 | 20 | 0  | 10 | 10 | 16 | 35 | -19 |

Legenda:
      Promossa in Serie A2
      Retrocessa in Serie C
Note:
Tre punti a vittoria, uno a pareggio, zero a sconfitta.

## Girone E

### Squadre partecipanti
| Club                       | Città              | Stagione 2003-2004          |
| -------------------------- | ------------------ | --------------------------- |
| A.S.C.D. Athena Recale     | Recale             | 3º posto in Serie B/D       |
| C.F. C.U.S. Cosenza        | Cosenza            | in Serie C Calabria         |
| C.F. Marsala               | Marsala            | 7º posto in Serie B/D       |
| Pol. Olimpica Corigliano   | Corigliano Calabro | 11º posto in Serie A2/B     |
| A.S. Orlandia 97           | Capo d'Orlando     | 1º posto in Serie C Sicilia |
| Pol. Pro Reggina 97        | Reggio Calabria    | 10º posto in Serie B/D      |
| Pol. Puccio Palermo        | Palermo            | 12º posto in Serie A2/B     |
| A.C. Salernitana Femminile | Salerno            | 8º posto in Serie B/D       |
| A.C. Unione delle Valli    | Fagnano Castello   | 11º posto in Serie B/D      |
| S.S.C. Venus Napoli        | Arzano             | 4º posto in Serie B/D       |

### Classifica finale
|  | Pos. | Squadra             | Pt | G  | V  | N | P  | GF | GS | DR  |
|  | ---- | ------------------- | -- | -- | -- | - | -- | -- | -- | --- |
|  | 1.   | Orlandia 97         | 45 | 18 | 15 | 0 | 3  | 55 | 14 | +41 |
|  | 2.   | Olimpica Corigliano | 41 | 18 | 13 | 2 | 3  | 34 | 12 | +22 |
|  | 3.   | Athena Recale       | 38 | 18 | 11 | 5 | 2  | 36 | 12 | +24 |
|  | 4.   | Salernitana         | 23 | 18 | 6  | 5 | 7  | 32 | 27 | +5  |
|  | 4.   | Marsala             | 23 | 18 | 7  | 2 | 9  | 31 | 30 | +1  |
|  | 6.   | Pro Reggina 97 (-1) | 21 | 18 | 6  | 4 | 8  | 32 | 30 | +2  |
|  | 7.   | Venus Napoli (-1)   | 20 | 18 | 6  | 3 | 9  | 30 | 26 | +4  |
|  | 8.   | CUS Cosenza         | 14 | 18 | 3  | 5 | 10 | 30 | 51 | -21 |
|  | 9.   | Unione delle Valli  | 13 | 18 | 4  | 1 | 13 | 19 | 42 | -23 |
|  | 10.  | Puccio Palermo (-2) | 11 | 18 | 4  | 1 | 13 | 13 | 74 | -61 |

Legenda:
      Promossa in Serie A2
      Retrocessa in Serie C
Note:
Tre punti a vittoria, uno a pareggio, zero a sconfitta.
Il Puccio Palermo ha scontato 2 punti di penalizzazione per due rinunce.
La Pro Reggina e la Venus Napoli hanno scontato 1 punto di penalizzazione per una rinuncia.

## Verdetti finali
- Sampierdarenese Serra Riccò, Chiasiellis, Riozzese, Sezze e Orlandia 97 promossa in Serie A2.
- Molassana Boero, Biellese, Clarentia, Vittorio Veneto, Bologna, Sulcis, Porto Sant'Elpidio e Puccio Palermo retrocesse nei rispettivi campionati regionali di Serie C.